# Los tres mosqueteros
Los tres mosqueteros (en francés: Les trois mousquetaires) es una novela del escritor Alejandro Dumas (en colaboración con Auguste Maquet), publicada inicialmente en folletines por el periódico Le Siècle, entre marzo y julio de 1844. En ese mismo año fue publicada como volumen por la editorial Baudry y reeditada en 1846 por J. B. Fellens y L. P. Dufour, con ilustraciones de Vivant Beaucé.[cita requerida]
La novela narra las aventuras de un joven gascón de 18 años, conocido como d'Artagnan, que se va a París para hacerse mosquetero. Los verdaderos mosqueteros son Athos, Porthos y Aramis, amigos inseparables que viven bajo el lema «Uno para todos, todos para uno». D'Artagnan primero se enfrenta separadamente a cada uno de ellos, pero terminan siendo sus amigos.
Juntos sirven al rey Luis XIII y se enfrentan a su primer ministro, el cardenal Richelieu, y a sus agentes Milady de Winter y el conde de Rochefort, para así resguardar el honor de la reina Ana de Austria.
La historia de D'Artagnan continúa en Veinte años después y El vizconde de Bragelonne. Estas tres novelas de Dumas se conocen como Las novelas de D'Artagnan.
Gracias a su popularidad, la novela ha sido objeto de numerosas adaptaciones al cine y la televisión.

## Argumento
La historia comienza en 1625 en Francia. El protagonista es el joven D'Artagnan, nacido en una familia noble de Gascuña venida a menos, que abandona su hogar y marcha a París para cumplir su gran sueño: convertirse en un mosquetero de la «Compañía de Mosqueteros del Rey». A tal efecto, lleva consigo una carta escrita por su padre al capitán de la compañía de mosqueteros, el señor de Tréville, que también es gascón y fue compañero suyo en las guerras de Enrique IV. Al pasar por la aldea de Meung, el joven gascón se ve envuelto en una pelea con un caballero misterioso (que más adelante se revelará como el conde de Rochefort), quedando herido e inconsciente. Cuando D'Artagnan recupera la consciencia, se da cuenta de que el caballero ha robado su carta de presentación, a consecuencia de lo cual nace en él un deseo de vengarse del misterioso personaje.
Ya en París, D'Artagnan, tras una breve y poco cálida entrevista con el Señor de Trèville que, sin embargo, le previene contra el personaje que se encontró en Meung, es retado a duelo por los tres mosqueteros: Athos, Porthos y Aramis. Los cuatro hombres se encuentran y, cuando D'Artagnan está a punto de comenzar a luchar contra Athos, son interrumpidos por los guardias del cardenal Richelieu que amenazan con arrestarlos porque los duelos están prohibidos. Los tres mosqueteros y D'Artagnan se unen para derrotar a los guardias del cardenal. Gracias a este hecho, el gascón se gana el respeto y la amistad de Athos, Porthos y Aramis, volviéndose inseparables camaradas, así como el favor del Señor de Trèville. Después de una entrevista con el rey Luis XIII, quien por su rivalidad con el cardenal queda encantado con D'Artagnan, este último es aceptado como cadete de un regimiento de la Guardia Real al mando del señor de Essarts, esperando la posibilidad de llegar a ser mosquetero.
Después de obtener alojamiento y tomar un criado, llamado Planchet, conoce a la joven y bonita esposa de su maduro casero, Constance Bonacieux, de la que inmediatamente se enamora. Constance y D'Artagnan ayudan a la reina de Francia, Ana de Austria y al duque de Buckingham a mantener una cita secreta en el palacio del Louvre. En la cita, la reina regala a su amante una caja de madera que contiene doce herretes de diamantes, que originalmente se los había regalado su esposo Luis XIII. El cardenal Richelieu, informado del regalo por sus espías, persuade al rey para que organice un baile en honor a la reina, donde se espera que ella luzca los herretes, con la esperanza de descubrir al rey su historia de amor con Buckingham.
Constance intenta persuadir a su esposo, el señor Bonacieux, para ir a Londres y recuperar los herretes, pero éste, que había sido detenido, llevado a presencia del cardenal y convencido por este de espiar a su esposa, se niega y la delata al Conde de Rochefort. D'Artagnan decide, sin avisar a sus amigos, asumir la misión en su lugar. Parten los cuatro amigos con sus lacayos y después de una serie de aventuras y de quedar Porthos, Aramis y Athos fuera de combate y heridos por el camino en emboscadas de los agentes del cardenal, D'Artagnan logra llegar a Inglaterra tras herir y dejar fuera de combate a otro de los enviados del cardenal, el Conde de Wardes. Al ser alertado Buckingham por D'Artagnan que le han robado dos de los doce y teniendo la certeza que ha sido obra de la condesa de Winter, cierra los puertos ingleses para evitar que los herretes robados lleguen al cardenal y ordena a su joyero realizar dos réplicas de los faltantes que entrega a D'Artagnan junto con los originales, tras lo cual parte para Francia y logra devolverlos a la reina Ana justo a tiempo para salvar su honor y para vergüenza del cardenal, que es puesto en evidencia delante del Rey.
La venganza del implacable Richelieu llega rápidamente. La noche siguiente Constance es secuestrada. D'Artagnan parte para encontrarse con sus amigos y en Amiens, donde había quedado Athos, recibe como confidencia de este la historia de un noble y su mujer, a la que había ahorcado al descubrir que estaba marcada con una flor de lis en el hombro. Poco después y a causa de una borrachera, Athos reconoce sin quererlo que el noble de la historia en realidad es él. Poco después se batiría con Lord de Winter, barón de Sheffield, y tras vencerle y perdonarle la vida, se hace amigo del barón. 
Mientras preparan la adquisición del equipo que necesitarán en la campaña del sitio de La Rochelle, D'Artagnan reanuda relaciones con Lord de Winter, que le presenta a su cuñada, Milady de Winter. D'Artagnan rápidamente se enamora de la linda noble, pero pronto se entera de que ella no le ama, siendo en realidad una agente del cardenal. Con la ayuda de una criada llamada Ketty (a la que previamente ha seducido) se las arregla para pasar una noche con Milady, haciéndose pasar en la oscuridad por su amante, el Conde de Wardes. Pero poco después y tras haber tenido relaciones sexuales con ella (esta vez sin disfraces), D'Artagnan se entera de un terrible secreto: Milady tiene una flor de lis grabada a fuego en su hombro, marcándola como una delincuente. Milady reacciona intentando matar a D'Artagnan, que logra escapar de su casa y acude a Athos, donde le cuenta que Milady tiene una flor de lis en el hombro, con lo que el mosquetero tiene la certeza de que se trata de la misma mujer a la que supuestamente había matado años antes. D'Artagnan se alivia cuando todos los guardias del rey son enviados a La Rochelle, donde el asedio de la ciudad protestante está teniendo lugar.
Milady hace varios intentos para matar a D'Artagnan dentro y alrededor de La Rochelle (primero mediante dos asesinos a sueldo, luego mediante un envío de vino de Anjou que hace pasar como proveniente de sus amigos), pero fracasa una y otra vez. Al mismo tiempo, y gracias a la ayuda de Aramis, que es amante de la duquesa de Chevreuse, confidente de la reina, D'Artagnan se entera de que la reina ha logrado salvar a Constance de la prisión, donde el cardenal y Milady la habían arrojado, y que su amada está escondida en un convento. 
Una noche, los mosqueteros escuchan por casualidad una conversación entre el cardenal y Milady, en la que Richelieu le pide asesinar al duque de Buckingham (un partidario de los rebeldes protestantes rocheleses). Ella pide a cambio la muerte de D'Artagnan. El cardenal expide entonces un salvoconducto general a Milady ("Por orden mía y para bien del Estado, ha hecho el portador de la presente lo que ha hecho"), dándole así permiso para matar a D'Artagnan. Athos, revelado ahora como el conde de la Fére, rápidamente se enfrenta a su exesposa y la obliga bajo amenaza de muerte a abandonar el salvoconducto del cardenal.
Tras una hazaña bélica, el cardenal permite a D'Artagnan ingresar por fin en los Mosqueteros. Debido a la guerra entre Francia e Inglaterra, cualquier intento por parte de los mosqueteros para advertir al duque de Buckingham sobre Milady sería considerado delito de traición a la patria, pero son capaces de enviar a Planchet con una carta al cuñado de Milady (lord Winter), que por su parte siempre ha sospechado que Milady mató a su hermano.
Milady es encarcelada por lord Winter al enterarse de su pasado y de sus planes relativos a Buckingham al llegar a Inglaterra. Pero pronto seduce a su puritano carcelero John Felton y lo convence, no solamente para ayudarla a escapar, sino también para asesinar al duque de Buckingham, a quien aborrece desde hace muchos años. Mientras el ingenuo Felton asesina con un cuchillo al primer ministro en Portsmouth, Milady logra embarcar rumbo a Francia. Tras avisar al cardenal de lo ocurrido, se esconde en el monasterio de Béthune, al norte de Francia. Para sorpresa suya, encuentra allí a Constance, la cual había sido enviada por la Reina. Fingiéndose amiga de Constance, Milady averigua que su enemigo D'Artagnan llegará al monasterio en cualquier momento para rescatarla. Logra escapar justo antes de la llegada de los cuatro mosqueteros, pero no antes de tomar su venganza: envenenar a Constance, que muere minutos después en los brazos de su amado D'Artagnan.
En ese momento aparece Lord de Winter y todos juntos deciden encontrar a Milady y juzgarla. La expedición queda a cargo de Athos, que revela a Lord de Winter que es el marido de Milady, componiéndose la expedición de los cuatro mosqueteros, sus cuatro lacayos, Lord de Winter y un misterioso hombre enmascarado, con una capa roja. Tras encontrar a Milady, organizan un simulacro de juicio contra ella en el que la acusan del envenenamiento de Madame Bonacieux; los intentos de asesinar a D'Artagnan; la instigación y complicidad en el asesinato del duque de Buckingham (del que son informados en ese momento por lord de Winter); la corrupción, traición y posterior muerte de Felton, el siervo de Lord de Winter; el asesinato de su difunto marido, Lord de Winter (Conde, hermano mayor del Barón). El cargo final viene cuando Athos afirma que Milady, su esposa, es una criminal marcada con una flor de lis en el hombro. Cuando la condesa exige que Athos presente al verdugo que la marcó, el hombre con la capa roja se adelanta y se descubre. Ella lo reconoce inmediatamente como el verdugo de Lille, el cual narra las primeras fechorías de Milady que llevaron a su marca, tras seducir y corromper a un sacerdote, su hermano, que después se ahorcó por remordimientos cuando Milady lo abandonó por el Conde de la Fère (Athos). Tras ser condenada a muerte por los improvisados jueces, Porthos y Aramis, es ajusticiada (decapitada por espada) en la otra orilla del Lys, fuera del territorio de Francia, en los Países Bajos Españoles, actual Bélgica.
Tras la ejecución de Milady, los cuatro mosqueteros regresan a La Rochelle. En el camino se encuentran con el conde de Rochefort, principal agente del cardenal y viejo némesis de D'Artagnan, quien viajaba a Armentiéres para encontrarse con Milady. Rochefort también tiene una orden de arrestar a D'Artagnan por alta traición y espionaje. Cuando el gascón se presenta ante Richelieu, le cuenta toda la verdad sobre Milady, y admite que él y sus amigos ya han juzgado, condenado y ejecutado a esa malvada mujer. A continuación le presenta a Richelieu el papel con el perdón total escrito por la propia mano del cardenal, que Athos le había entregado semanas antes tras quitárselo a Milady. Richelieu, impresionado por el ingenio de D'Artagnan y ya que ha conseguido lo que quería de Milady, ofrece al joven mosquetero un despacho como teniente de mosqueteros, con el nombre en blanco. El cardenal hace entrar a Rochefort y pide a los hombres que estén en buenos términos y se hagan amigos.
El libro termina con D'Artagnan ofreciendo el despacho de teniente a cada uno de sus amigos, pero ninguno acepta y Athos escribe el nombre de D'Artagnan en él. Athos continuará siendo mosquetero, a las órdenes de D'Artagnan, hasta que entra en posesión de una herencia y se retira a sus propiedades. Porthos ha decidido casarse con Madame Coquenard, la viuda de un rico procurador, y deja el servicio y Aramis cumple su sueño de hacerse sacerdote, por lo que abandona también el servicio  y entra en un monasterio.
D'Artagnan se bate tres veces con Rochefort, hiriéndole las tres, pero tras eso y decirle que seguramente le matará a la cuarta, hacen definitivamente las paces y se abrazan de todo corazón y para siempre.
Sus vidas, sin embargo, se cruzarán una vez más, en Veinte años después.

## Personajes principales

### Mosqueteros
- D'Artagnan (no es uno de los «Tres Mosqueteros»; la novela se basa en cómo se hace un mosquetero).
- Athos (Conde de La Fère).
- Porthos.
- Aramis.
- Planchet (criado de D'Artagnan).
- Grimaud (criado de Athos).
- Mosquetón (criado de Porthos).
- Bazin (criado de Aramis).

### No mosqueteros
- Milady de Winter: ha sido esposa de Athos bajo otro nombre.
- Cardenal Richelieu: primer ministro de Francia, antagonista de D'Artagnan, quien, sin embargo, acaba rindiéndose ante el talento de este.
- Reina Ana de Austria.
- Rey Luis XIII de Francia.
- George Villiers, I duque de Buckingham: ministro británico y amante de la reina Ana de Austria.
- Señor de Tréville: capitán de los Mosqueteros.
- Conde de Rochefort: agente del cardenal Richelieu, D'Artagnan buscará vengarse de él a lo largo de toda la novela.
- Constance Bonacieux: esposa del casero de D'Artagnan, quien se enamorará de ella. Esta es asesinada por Milady.
- Señor Bonacieux: casero de D'Artagnan, a quien Richelieu convierte en espía suyo.
- Lord de Winter: barón de Sheffield, es cuñado de Milady de Winter y sospecha que ella mandó asesinar a su marido.
- Ketty: criada de Milady, D'Artagnan la seduce para llegar a ella

## Los mosqueteros y la historia real
Aunque Dumas utilizara personajes y acontecimientos reales para su novela, se tomó muchas libertades con la historia real y en especial con la cronología. Así:
- Si bien los Mosqueteros del Rey ya existían en la época en que transcurre la novela, por entonces no formaban una unidad separada. Esto no ocurrió hasta 1634, y el mando se le otorgó a Jean-Armand du Peyrer, señor de Tréville.
- Aunque Richelieu, en la época de la novela, ya formaba parte del Consejo Real y su influencia era creciente, en esa época su influencia tenía que competir con la de la reina madre María de Médicis (que en la novela solo es mencionada de pasada). Fue precisamente su éxito en el asedio de la Rochelle el que le catapultó a la posición por la que es conocido de primer ministro todopoderoso.
- En la novela se hace alusión a que Richelieu había llevado a cabo una purga de las doncellas de la reina Ana de Austria. Aunque esto ocurrió realmente, ocurrió más adelante.
- En la novela, la  duquesa de Chevreuse aparece exiliada en Tours. En realidad, esto no ocurrió hasta mucho más adelante y no tuvo nada que ver con su amistad con la reina sino con sus constantes conspiraciones en contra de Francia, de las que la Reina fue cómplice y promotora.
- En la novela, el canciller Séguier fuerza a la reina Ana de Austria a entregarle una carta dirigida a su hermano Felipe IV. En realidad, esto no ocurrió hasta mucho después, poco antes de estallar la guerra franco-española (1635-1659).
- Los Mosqueteros del cardenal no existían en la época en que transcurre la novela.
- En la novela, ciudades como Lille, Arrás o Béthune aparecen formando parte de Francia. En realidad, en la época en que transcurre la novela estaban aún en manos españolas, no pasando a las de Francia hasta 1667, 1640 y 1645 respectivamente.
- Aunque efectivamente el duque de Buckingham fue asesinado por un fanático militante puritano llamado John Felton, las circunstancias de su asesinato que aparecen en la novela son, por entero, ficticias.

## Adaptaciones
- Véase Los tres mosqueteros (desambiguación) para una lista de adaptaciones.
- D'Artacán y los tres mosqueperros, una serie animada de los tres mosqueteros caracterizada por perros.